# Joseph Werr

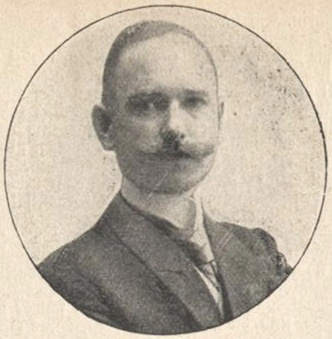
Joseph Werr, 1912

Joseph Johann Hubert Werr (* 23. Juli 1874 in Düren; † 22. März 1945 in Honnef) war Jurist und Mitglied des Deutschen Reichstags.

## Leben
Werr besuchte die Vorschule des Gymnasiums zu Koblenz, die Gymnasien zu Koblenz und Düren und von 1893 bis 1896 die Universitäten zu Heidelberg, München, Berlin und Bonn zum Studium der Rechts- und Staatswissenschaften. Er war Mitglied der katholischen Studentenverbindungen KStV Arminia Bonn, KStV Palatia Heidelberg, KStV Saxonia München und KStV Askania Berlin im KV. 1896 wurde er Referendar und 1896/97 war er Einjährig-Freiwilliger im 2. Rheinischen Feldartillerie-Regiment Nr. 23 zu Köln-Riehl. Von 1897 bis 1901 war er Referendar zu Jülich, Aachen, Elberfeld, Düren und Köln, von 1901 bis 1905 Gerichtsassessor zu Düren, Essen, Wegberg, Montjoie, Heinsberg, Wittlich und seit 1. April 1905 Amtsrichter in Merzig. 1914 wurde er zum Amtsgerichtsrat ernannt.
Von Mai 1912 bis 1918 war er Mitglied des Deutschen Reichstags für den Wahlkreis Trier 4 (Saarlouis, Merzig, Saarburg) und die Deutsche Zentrumspartei.